# Hang

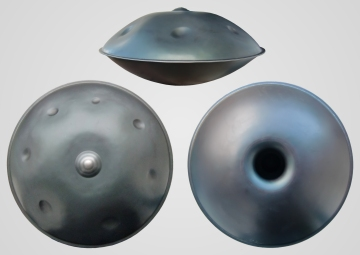
Hang

Hang je melodický perkusní hudební nástroj pocházející ze Švýcarska. V angličtině někdy je označován za Hang drum, ale ve skutečnosti se nejedná o druh bubnu, neboť patří mezi samozvučné nástroje, na rozdíl od bubnu, který patří mezi membránové nástroje. Spíš než bubnům je tedy příbuzný činelům nebo steelpanu. Podle Hornbostelovy klasifikace se Hang řadí mezi idiofony.
Skládá se ze dvou miskovitých kovových částí, vytvrzených plynovou nitridizací.

## Původ
Vznikl jako výsledek mnohaletého výzkumu sbírky rozličných nástrojů z celého světa, zahrnující steelpan, bubny, ghatam nebo gamelan. Poprvé se objevil na festivalu Musikmesse Frankfurt 2001. Vzhled hangu je přisuzován švýcarským výrobcům hudebních nástrojů Felixu Rohnerovi a Sabině Schärerové (PANArt Hangbau AG).
Jeho název pochází z bernského nářečního slova pro ruku.

## Hra na hang
Hraje se něj údery prstů; většinou bývá položený na klíně. Zvuky podobné udu vznikají rezonancí vzduchu uvnitř nástroje, údery na mělké mušlovité výlisky zní jako zvonky. Vnitřní nota na dolní kopuli je basová nota, její tlumení mění výšku tónu jako u tamy. Kolem této noty je harmonicky naladěno sedm až devět dalších not.